# Síťová pole
Síťová pole, označovaná také jako čtverce či kvadráty, jsou plochy vymezené mapovací sítí. Při rozdělení na čtvrtiny mohou být označovány jako kvadranty. Jsou buď bezprostředně vázány na zeměpisné souřadnice, nebo představují systém čtverců vázaných jen na některé vybrané souřadnice. Síťová pole jsou určena pro tvorbu zvláštního typu plošných map (biogeografických síťových map) ve faunistice a floristice, a jsou základem síťového mapování. Mapa určité oblasti rozdělená na čtverce slouží k zanášení zjištěných dat o výskytu daného druhu či taxonu. Za obsazené je považováno takové pole, na jehož území byl zjištěn alespoň jedinec daného druhu – v zoogeografii splňující definici euareálu. Výsledné mapy mohou dále sloužit k dalšímu výzkumu druhu nebo lokality a lze dle nich stanovit potřebná ochranářská opatření pro péči o dané biotopy.
V Evropě se lze setkat se dvěma staršími typy mapovacích polí označovaných anglickým a německým jménem.
Nařízením komise (EU) č. 1089/2010 ze dne 23. listopadu 2010 byla nově přijata Souřadnicová síť pro celoevropskou prostorovou analýzu a podávání zpráv. Souřadnicová síť je označena jako Grid_ETRS89-LAEA, běžně je označovaná jako EEA Reference grid, European grid, či referenční gridy EEA, apod. Nařízením se provádí směrnice Evropského parlamentu a Rady 2007/2/ES ze dne 14. března 2007 o zřízení Infrastruktury pro prostorové informace v Evropském společenství (INSPIRE), pokud jde o interoperabilitu sad prostorových dat a služeb prostorových dat.

## Universal Transverse Mercator (UTM)
Univerzální transverzální Mercatorův systém souřadnic je pravoúhlý zeměpisný souřadnicový systém vycházející z příčného Mercatorova zobrazení. Základní mapové pole měří 100×100 km a dělí se dále na menší, o rozměrech 50×50 km a 10×10 km. Je využíván především ve floristice.

## Kartierung der Flora Mitteleuropas (KFME)
Síťová pole pro území Česka bývají nejčastěji typu KFME. Plocha je rozdělena na čtvercová pole měřící 10 minut zeměpisné délky a 6 minut zeměpisné šířky. Každé pole se označuje čtyřmístným číselným kódem, např. 6670, kde první dvojčíslí značí řadu čtverců od západu na východ a druhé sloupec od severu k jihu ve vymezené oblasti. Pole se dá dále dělit na čtvrtiny, označené písmeny a, b, c, d.

## EEA reference grid
Referenční gridy EEA vymezují síťová pole mapovací sítě Evropské agentury pro životní prostředí (EEA). Souřadnicový referenční systém je ETRS89-LAEA Europe, známý také jako EPSG:3035. Geodetické datum je European Terrestrial Reference System 1989 (ETRS89, EPSG:6258). Lambertovo azimutální stejnoploché zobrazení (LAEA) je umístěno na 52° severní zeměpisné šířky, 10° východní zeměpisné délky, v souřadnicích E 4321000 metrů a N 3210000 metrů. Doporučená rozlišení jsou 100 m, 1 km, 10 km a 100 km. Alternativně lze použít rozlišení 25 m nebo 250 m pro účely analýzy, kde není vhodné použít standardní velikost buňky sítě 100 m nebo 1 km.
Souřadnice textového kódu označují levý dolní roh čtverce (jihozápadní roh), souřadnice centroidu čtverce jsou zvětšeny o polovinu rozlišení (polovinu strany čtverce). Čtverce EEA10KM uvádí např. faunistická databáze Avif, např. pro lokalitu Kozmických ptačích luk je čtverec označen kódem 10kmE490N300. Čtverce EEA byly použity pro modelované mapy druhého evropského atlasu hnízdního rozšíření ptáků z roku 2020 – European Breeding Bird Atlas 2: Distribution, Abundance and Change.